# Thomson Allan
Thomson Allan (Longridge, 1946. október 5. –) skót válogatott labdarúgókapus.

## Pályafutása

### Klubcsapatban
Pályafutását a Hibernian csapatában kezdte 1963-ban. Az 1968–69-es szezonban bejutottak a ligakupa döntőjébe, de ott vereséget szenvedtek a Celtic ellen. 1971-ben a Dundee együtteséhez igazolt, mellyel pályafutása egyetlen kupasikerét érte el az 1973-as ligakupa döntőjében, ahol 1–0-ra legyőzték a Celticet.
Később játszott még a Meadowbank Thistle, a Hearts, a Falkirk és az East Stirlingshire csapataiban. 

### A válogatottban
1974-ben 2 alkalommal szerepelt az skót válogatottban. Részt vett az 1974-es világbajnokságon. 

## Sikerei, díjai
Dundee FC
- Skót ligakupa (1): 1972–73

## Külső hivatkozások
- Thomson Allan adatlapja a National-Football-Teams.com oldalon (angolul)

- Thomson Allan (angol nyelven). eu-football.info
- Thomson Allan (angol nyelven). scottishfa.co.uk, SFA
- Thomson Allan (angol nyelven). nasljerseys.com